# Kościół Świętego Mikołaja i Marii Magdaleny w Dziekanowicach
Kościół Świętego Mikołaja i Marii Magdaleny w Dziekanowicach – położony w województwie małopolskim, w powiecie myślenickim, w gminie Dobczyce.
Budynek wraz z otoczeniem i starodrzewem zostały wpisane do rejestru zabytków nieruchomych województwa małopolskiego .

## Historia
Kościół wzniesiony w latach 20. XIII wieku, składał się z dwóch zbudowanych na planie zbliżonym do kwadratu części: nawy nakrytej stropem i prezbiterium ze sklepieniem krzyżowym. Jest najstarszym zachowanym kościołem w powiecie myślenickim, jego prezbiterium ma wymiary 2,5 × 2,5 metra .
W wyniku dobudowy w latach 1645–1649 nowego szerszego korpusu, nawa części romańskiej spełnia rolę prezbiterium a dawne prezbiterium zmieniono na zakrystię. Świątynię konsekrowano 27 września 1649 roku . W trakcie drugiej rozbudowy w roku 1790 jeszcze raz wydłużono korpus budynku. W pierwszym (romańskim) prezbiterium w 1914 roku wymieniono sklepienie. Józef Edward Dutkiewicz jest autorem 
aranżacji wnętrza części romańskiej. Na początku XX od południa dobudowano kruchtę.
Po przeniesieniu obrzędów do nowo wybudowanego kościoła, staremu groziło zniszczenie. W 2001 roku ze środków Generalnego Konserwatora Zabytków wykonano elewację na części romańskiej . W 2006 powstał Społeczny Komitet Ratowania Zabytkowego Zespołu Romańskiego Kościoła w Dziekanowicach . W 2007 roku dzięki finansowemu wsparciu Urzędu Marszałkowskiego Województwa Małopolskiego oraz Wojewódzkiego Konserwatora Zabytków przeprowadzono remont i konserwację dachu, wieży oraz walącego się zabytkowego muru okalającego kościół . W następnych latach, dzięki dotacji z Ministerstwa Kultury i Dziedzictwa Narodowego, wymieniono posadzkę w najstarszej części budynku .

## Architektura
Obiekt późnoromański, murowany, orientowany, jednonawowy. Duże 
ciosy piaskowca – z którego zbudowana jest romańska część – pochodzą prawdopodobnie z kamieniołomu, który znajdował się na urwistym brzegu doliny Raby naprzeciw Dobczyc. Na ciosach kamiennych widoczne znaki kamieniarskie. Romańskie prezbiterium nakryte sklepieniem krzyżowym z widocznymi wspornikami. Na jego wschodniej ścianie zachowało się półkoliste okienko obramowane trójlistnie . Na kościele znajduje się sygnaturka pochodząca z 1640 roku.

## Wystrój i wyposażenie
- płyta grobowa z wyrytym krzyżem;[3];
- dwa boczne ołtarze: św. Marii Magdaleny z prawej strony i Matki Bożej z lewej[4] ;
- polichromia odkryta w 1957 roku pochodzi z XIII wieku[8][5] ;
- rokokowa ambona[4] ;
- barokowa kamienna chrzcielnica z XVII wieku[4] ;
- dwa konfesjonały w stylu regencji[4] ;
- kamienne epitafium Jana Nepomucena Przychodzkiego z 1790 roku[4] ;
- 14 późnobarokowych ławek[4] ;
- późnobarokowy chór na kolumnach[4] .

Do nowego kościoła przeniesiono 
- obraz Matki Bożej Dziekanowskiej, z XVII wieku, malowany na płótnie[5] ;
- rokokowe organy czterogłosowe z 1741 roku;
- rokokowy obraz św. Mikołaja z XVIII wieku;
- barokowy krucyfiks z aniołkami z XVIII wieku;
- późnobarokowy krzyż procesyjny;
- posąg Chrystusa Zmartwychwstałego;
- obrazy z bocznych ołtarzy.

## Otoczenie
W wolnostojącej, drewnianej dzwonnicy, konstrukcji słupowej pochodzącej prawdopodobnie z XVIII wieku wiszą trzy dzwony, najstarszy pochodzi z 1765 roku pw. św. Walentego, na którym znajdują się czterokrotne napisy: „FACIT ME POLONUS” i „Non facit me Germanus” . Obiekt zbudowany na planie kwadratu, na kamiennej podmurówce, nakryty czterospadowym, namiotowym dachem krytym gontem. 